# Thyene bucculenta
Thyene bucculenta es una especie de araña saltarina del género Thyene, familia Salticidae. Fue descrita científicamente por Gerstaecker en 1873.
Habita en Sudáfrica.